# ニールス・ボーア
ニールス・ヘンリク・ダヴィド・ボーア（デンマーク語: Niels Henrik David Bohr、1885年10月7日 - 1962年11月18日）は、デンマークの理論物理学者。量子論の育ての親として、前期量子論の展開を指導、量子力学の確立に大いに貢献した。王立協会外国人会員。ユダヤ人。

## 生涯

### ヨーロッパ時代
コペンハーゲンに生まれ、1903年にコペンハーゲン大学に入学。1911年にイギリスへ留学し、キャヴェンディッシュ研究所にてジョゼフ・ジョン・トムソンの下で研究を行った後、1911年にマンチェスター大学のアーネスト・ラザフォードの元で原子模型の研究に着手した。
その後、コペンハーゲン大学に戻り、ラザフォードの原子模型の欠点をマックス・プランクの量子仮説を用いて解消し、1913年にボーアの原子模型を確立した。
1921年にコペンハーゲンに理論物理学研究所（ニールス・ボーア研究所）を開き、外国から多くの物理学者を招いてコペンハーゲン学派を成することになる。原子物理学への貢献により1922年にノーベル物理学賞を受賞。
その後も、ヴェルナー・ハイゼンベルクらの後進とともに、量子力学（行列力学）の形成を推進。1926年、エルヴィン・シュレーディンガーが波動力学を発表したときには、コペンハーゲンに招きよせ、討論に疲弊して倒れたシュレーディンガーの病床で議論を続けたことは有名である。議論の場においては決して手を抜かない性格であった。ところが、ハイゼンベルクとは意見が対立するようになり、疲れ果てたボーアは、ノルウェーにスキーに出かけた。
アルベルト・アインシュタインが量子力学に反対するようになると、尊敬するアインシュタインとも論争を続けて説得しようとした。有名なエピソードにマックス・ボルン宛にアインシュタインが書いた手紙（"Gott würfelt nicht." 神はサイコロを振らない）に反論した名言（"Schreiben Sie Gott nicht vor, was er tun und lassen soll." 神に何をなすべきか、何をなさざるべきかを貴方が語るなかれ）がある。ボーアは社交的な人柄だったので、多くの物理学者から慕われ、量子力学の形成に指導的役割を果たした。

#### 原爆に関して
1941年9月、ヴェルナー・ハイゼンベルグから、原爆開発に使う原子炉の図を手渡される。ナチス・ドイツの原爆開発を仄めかしながら、ハイゼンベルグは「技術的努力が必要だが、十分に開発可能」と答えた。同盟国側の研究者達と親交のあったボーアは、ハイゼンベルグがナチス・ドイツに有利な情報を引き出そうとしているのではないかと恐れ、そこで会話を中断。1943年、イギリスの助けにより、秘密裏にナチス・ドイツ占領下のデンマークから出国。同年、ハイゼンベルグから受け取った原子炉の図をロスアラモス研究所の物理学者達に渡した。

### アメリカ時代
第二次世界大戦が始まり、ナチス・ドイツがヨーロッパでの侵略を始めると、ユダヤ人を母に持つボーアはイギリスを経由してアメリカに渡った。
1939年に発表されたボーアの原子核分裂の予想（ウラン235は他のウランの同位体に比べ分裂しやすい）は、原子爆弾開発への重要な理論根拠にされた。しかし、ボーアは軍拡競争を憂慮し、西側諸国にソ連も含めた原子爆弾の管理及び使用に関する国際協定の締結に奔走したが、結局ボーアの願いは叶わなかった。

## 業績
ボーアの研究は実験物理学から始まった。その後、段々と理論的傾向が強くなった：1911年の博士論文では、金属中の電子を古典論で扱う限り、磁性が生じないことを示した。英国留学中の初期段階では、実験的研究を行っていたが、ラザフォードの下に留学中に理論家に転向した。この時、水素原子のボーア模型の着想を得た。デンマークに帰国後、上記のような水素原子のボーア・モデルを提案し、同時に対応原理を提唱した。また、量子力学の創出に貢献し、相補性の概念を確立した。さらに原子核の液滴模型を改良し、ウラン238でなく235が核分裂を生じやすいことを指摘した。20世紀初頭の物理学に様々な貢献しており、相対性理論の確立者であるアインシュタインと双璧を成すと称される。アインシュタインとは量子力学の基礎論の分野で、多くの議論を戦わせた。アインシュタインが「光子箱」の思考実験を持ち出し、不確定性関係 ΔEΔt > h の成立に異論を唱えると、一般相対性理論を使って ΔEΔt > h を擁護し、アインシュタインに反論した。
業績内容の詳細ついては「ボーア」の項（「ボーアの原子模型」、「ボーアの量子条件」、「ボーア半径」、「ボーア磁子」、「ボーア＝ファン・リューエンの定理」）も参照。

## 個人的関心

ボーアがデザインした勲章

ボーアは、量子論の解き明かした粒子と波動の二重性、位置と速度の間の不確定性などの世界像を「相補性」と名付け、後半生には量子物理学と東洋哲学に類似性があるとして東洋哲学、特に易経を研究していた。さらに、次のようにも言っている。「原子物理学論との類似性を認識するためには、われわれはブッダや老子といった思索家がかつて直面した認識上の問題にたち帰り、大いなる存在のドラマのなかで、観客でもあり演技者でもある我々の位置を調和あるものとするように努めねばならない。」その傾倒ぶりは、偉大な功績により、デンマーク最高の勲章であるエレファント勲章を受けた時、「紋章」に選んだのが、陰と陽、光と闇の互いが互いを生み出す様を表した東洋の意匠、太極図であったことからもうかがえる。その紋章は、デンマークのフレデリクスボー城に、世界の王室・元首の紋章とともに飾られている。

## 後世への影響と記念
1997年に107番元素がボーアの名にちなみ「ボーリウム」と命名された。
ボーアはランタノイドの性質の類似性や3価イオンの色などからランタノイドの電子軌道の構造を推定し（ボーアのランタノイド仮説）、当時未発見だった72番元素はランタノイドではなくジルコニウムに類似したものだと予言してボーア研究所のディルク・コスターとゲオルク・ド・ヘヴェシーにジルコンの分析を提唱。結果発見されたのがハフニウムである。
また、1975年には、息子のオーゲ・ニールス・ボーアもノーベル物理学賞を受賞した。更に、父のクリスティアン・ボーア（Christian Bohr）は、ボーア効果で知られる生理学者である。
小惑星(3948) Bohrはボーアの名前にちなんで命名された。

## 受賞歴
- 1905年 液体の表面張力の実験的研究でデンマーク王立科学アカデミーから金メダル
- 1921年 ヒューズ・メダル
- 1923年 マテウチ・メダル
- 1925年 バーナード・メダル
- 1926年 フランクリン・メダル
- 1930年 マックス・プランク・メダル
- 1938年 コプリ・メダル
- 1958年 ラザフォードメダル賞
- 1961年 ヘルムホルツ・メダル

## エピソード
- アマチュアサッカー選手出身、Akademisk Boldklub（ABコペンハーゲン）ゴールキーパー[7]。なお、ボーアは若い頃サッカーが得意だったが、デンマーク正代表選手としてオリンピックに出場し銀メダルを獲得したのは弟のハラルト・ボーアである[8]。ハラルトは数学者で、リーマンのゼータ関数を研究し、また概周期函数を発見した。文武両道のハラルトに比べ、数学の虫だったニールスはサッカーの試合で失点する度に「ニールスはゴールキーパーなのに頭の中は数学の事でいっぱいだからシュートが止められない」と数学好きと絡めて茶化され、果てには「紙に数式をメモしている間にゴールされてしまった」という逸話がジョークとして残っている。1908年ロンドンオリンピックは欠員が出た場合の予備選手として声がかかっていたが本選には招集されていない。
- 弟は2歳年下であったが、ボーアの博士号取得の前年に22歳で博士号を取得した[9]。誰もが名声を得るのは弟の方だろうと思っていたが、後年世界的に有名になったのは兄の方であった（しかし、弟は若い時分からそうなることを予見し、周囲にもそう言っていた）。
- 論文原稿は、いつも徹底的に書き直し完璧を目指した（改訂の回数は十指に余った）。しかし、苦労して完成させた原稿は、非常に深遠ではあるが、明快とは言い難いものであった[10]。
- 手紙を書く場合も上記の流儀を通した。ある日、弟がニールスの机の上で見つけた手紙（弟には完全に出来上がっているように見えた）を投函しないのか尋ねたところ、「それは、下書きのための第１草稿だよ」と答えた[9]。
- 口述筆記で原稿を作成することも多く、仲間がボーアの口述を筆写した。口述筆記で作成した講演会の原稿（徹底的な改訂を加えたもの）をいつも事前に準備していたが、いざ登壇すると、原稿を一切無視した講演を行い、仲間を仰天させた[11]。
- 英語力は英文学を読んで上達させたため、文法的に正しい英語を書くことはできたが、会話はデンマーク訛りが強かった[12]。ある時、理論物理学者のリチャード・ファインマンは兵役検査で精神科医の「聞こえるはずがない声を聞いた事があるか」という質問にいたずら心を出して、デンマーク訛りの英語を声帯模写（ボーアを真似）した結果、「適性不良」として兵役検査から落とされた。
- 1937年（昭和12年）に来日した際[13]、観光で見た富士山の姿を相補性原理の説明に使ったことがある[14]。

## ボーアが登場する作品
マイケル・フレインの1998年の戯曲『コペンハーゲン』は、1941年にハイゼンベルクとボーアが会った際に何が起こったのかを探求するという内容である。本戯曲はBBCによってボーア役がスティーヴン・レイ、ハイゼンベルク役がダニエル・クレイグというキャストでテレビドラマ化されており、2002年9月26日に初放映された。BBCの科学ドキュメンタリーシリーズ、『ホライズン』でも同じ1941年の会見が既に1992年にテレビ化されており、ボーア役はアンソニー・ベイト、ハイゼンベルク役はフィリップ・アンソニーであった。

## 著作
- 大学書林編輯部編 編『原子論と力学』大学書林、1941年。
- 『国連への公開状　1950年6月9日』玉木英彦ほか訳解説、仁科記念財団〈Publication no.29〉、1988年4月。
- 『原子理論と自然記述』井上健訳、みすず書房、1990年3月。ISBN 4-622-02544-2。
  - 『原子理論と自然記述』井上健訳（新装版）、みすず書房、2008年1月。ISBN 978-4-622-07357-4。
- 『因果性と相補性』山本義隆編訳、岩波書店〈岩波文庫 ニールス・ボーア論文集 1〉、1999年4月。ISBN 4-00-339401-1。
- 『量子力学の誕生』山本義隆編訳、岩波書店〈岩波文庫 ニールス・ボーア論文集 2〉、2000年4月。ISBN 4-00-339402-X。